# Rheinfelder Lied
Das Rheinfelder Lied ist die inoffizielle Hymne der Stadt Rheinfelden (AG).

## Text
Der Text stammt vom deutschen Rechtsanwalt, Schriftsteller und Politiker Hans Blum (1841–1910), der ab 1898 bis zu seinem Tod in Rheinfelden lebte. In Gedichtform verfasst, erschienen die Rheinfelder Verse am Anfang seines im Jahr 1885 publizierten historischen Romans Herzog Bernhard – Eine Geschichte vom Oberrhein aus den Jahren 1638/1639 in der C.F. Winter’schen Verlagshandlung, Leipzig. Rund ein halbes Jahrhundert später veröffentlichte der Rheinfelder Sekundarlehrer Karl Weinberger (1878–1948) das Büchlein Vor 50 Jahren in Rheinfelden – Lose Erinnerungsblätter aus meiner Bubenzeit (1942). In diesem Sonderabdruck aus der „Volksstimme aus dem Fricktal“ zitiert er am Schluss auch die erste Strophe von Dr. Hans Blum-Fischers Rheinfelder Gedicht und setzt seiner Heimatstadt damit ein ehrendes Denkmal.

### Gesamtform
Seiner fiktiven Erzählung vom Oberrhein stellt Blum zunächst eine persönliche Widmung an den Theologen und Hochschulprofessor Eduard Langhans voran. Auf den folgenden Seiten finden sich dann die besagten Rheinfelder Verse sowie ein umfangreiches Vorwort, in welchem der Autor die persönliche Verbundenheit zu seiner späteren Wahlheimat aufzeigt.
Gedicht
Rheinfelden, lieb Rheinfelden,

Du Schmuck des Oberrheins,

Durchzög’ ich auch zwei Welten,

Dein Gleichen fänd’ ich keins.

Dir rankt um Mauern, Türme

Des Epheus Immergrün,

Jahrhunderte voll Stürme

Bestandst du fest und kühn.

In deiner Felsburg schliefen

Viel deutsche Kaiser gut;

Wenn sie zur Wehr dich riefen

Hieltst Du des Reiches Hut.

Dich schließt in blauem Kranze

Der Jura, Schwarzwald ein,

Dich grüßt in wildem Tanze

Der junge, grüne Rhein.

Dir quillt aus tiefen Schachten

Des Salzes Heilquell für,

Und will jemand verschmachten,

So fehlt Dir’s nie an Bier.

Des Heimwehs leise Klagen

Zieh’n mich zu dir zurück:

Hier fand in Jugendtagen

Ich erster Liebe Glück.

Von Deinen Glocken rauschte

Mir Heilgruß zu, so traut,

Als ich die Ringe tauschte

Am Altar mit der Braut.

An deinem Turmfirst bauen

Die Schwalben Jahr für Jahr,

So treibt es mich zu schauen

Des Glückes Quell so klar.

Rheinfelden, lieb Rheinfelden,

Du Schmuck des Oberrheins,

Durchzög’ ich auch zwei Welten,

Dein Gleichen fänd’ ich keins.

### Analyse
Blums Rheinfelder Gedicht in hochdeutscher Sprache besteht aus neun Strophen zu vier Zeilen. Alle Verse haben einen dreihebigen Jambus, sind kreuzweise gereimt (a b a b) und enden abwechslungsweise mit weiblichen bzw. männlichen Kadenzen (w m w m). Bei der letzten Strophe handelt es sich um eine wörtliche Wiederaufnahme der ersten, was dem Text einen übergeordneten Zusammenhang verleiht.
Anmerkung
Im zweiten Vers der ersten Strophe wird Rheinfelden als „Schmuck des Oberrheins“ bezeichnet, was für die damalige Zeit durchaus korrekt ist, der aktuellen Begrifflichkeit allerdings nicht mehr entspricht – Rheinfelden liegt am Hochrhein.

## Musik
Die Vertonung der Rheinfelder Verse durch den Komponisten, Musiklehrer und Historiker Ernst Broechin (1894–1965) entstand wahrscheinlich im Jahr 1940. Ein entsprechendes Liedblatt mit dem Titel „Rheinfelder Lied“ und der Widmung „Meiner Vaterstadt zugeeignet“ befindet sich im Archiv des Fricktaler Museums (J.247). Es stammt aus der Zürcher Buchdruckerei Berichthaus und ist auf den Juli 1940 datiert. Ob es sich dabei um den Entstehungszeitpunkt der Komposition oder um das Datum der Erstausgabe handelt, ist unklar.

### Ernst Broechin
In Rheinfelden geboren, studierte Broechin von 1910 bis 1916 an den Konservatorien Basel und Genf und erwarb sich das Diplom als Musiklehrer. Von 1915 bis 1917 unterrichtete er am Gymnasium und Lehrerseminar in Schiers (GR) und war ab 1917 als Musik- und Instrumentallehrer an der Bezirksschule Brugg sowie als Organist, Chor- und Orchesterdirigent in der Region Brugg und Zürich tätig. Nach seiner Pensionierung zog sich Broechin in seine Heimatstadt zurück, mit der er zeitlebens eng verbunden war.
Sein kompositorisches Schaffen ist hauptsächlich der Chormusik verpflichtet, umfasst aber auch Orchesterstücke, Werke für Blasmusik, Festspielmusiken, Singspiele, Lieder und Orgelmusik sowie verschiedenartige Bearbeitungen. Insgesamt schuf Broechin über 100 Werke, welche (mehrheitlich ohne Opuszahl) in den Musikverlagen Breitkopf & Härtel, dem Hug-Verlag, der Edition Pelikan, dem Verlag Emil Ruh, Verlag Sauerländer, Vogel-Verlag, Bernoulli-Verlag oder im Selbstverlag erschienen sind. Einige seiner Kompositionen existieren lediglich im Manuskript bzw. im Faksimile-Druck, eine systematische Katalogisierung des Gesamtwerks fehlt.
Neben seiner Tätigkeit als Musiker, Komponist und Lehrer beschäftigte sich Broechin intensiv mit der Geschichte Rheinfeldens. So war er u. a. Herausgeber der Kulturhistorischen Rheinfelder Chronik (1944) und gehörte zu den Initianten der Rheinfelder Neujahrsblätter (seit 1945), zu denen er als Kommissionsmitglied und Autor bis ins hohe Alter eigene Artikel beisteuerte.

### Rheinfelder Lied
Das Rheinfelder Lied existiert in einer zweistimmigen Fassung in D-Dur und ist im Violinschlüssel notiert. Es umfasst drei Strophen, die sich ihrerseits aus jeweils zwei Strophen bzw. acht Versen aus Blums Rheinfelder Gedicht zusammensetzen. Broechin verwendet dafür lediglich die Gedichtstrophen 1 + 2 (als 1. Liedstrophe), 4 + 6 (als 2.) sowie 8 + 9 (als 3.) und ändert den Text in der ersten bzw. letzten Strophe geringfügig ab: Dein Gleichen → deins’gleichen [sic].

Rheinfelden, lieb Rheinfelden, du Schmuck des Oberrheins,

durchzög’ ich auch zwei Welten, deins’gleichen fänd’ ich keins.

Dir rankt um Mauern, Türme, des Epheus Immergrün,

Jahrhunderte voll Stürme, bestandst du fest und kühn.

Dich schließt in blauem Kranze der Jura, Schwarzwald ein,

Dich grüßt in wildem Tanze der junge, grüne Rhein.

Des Heimwehs leise Klagen zieh’n mich zu dir zurück:

Hier fand in Jugendtagen ich erster Liebe Glück.

An deinem Turmfirst bauen die Schwalben Jahr für Jahr,

So treibt es mich zu schauen des Glückes Quell so klar.

Rheinfelden, lieb Rheinfelden, du Schmuck des Oberrheins,

durchzög’ ich auch zwei Welten, deins’gleichen fänd’ ich keins.

Die Liedstrophen bestehen aus 16 Takten, einem achttaktigen A-Teil mit der Gliederung in 8 / 4+4 Takte und einem identisch strukturierten B-Teil. Der erste Teil moduliert im Rahmen der zweiten Phrase auf die Dominante (von D- nach A-Dur), der zweite führt mittels Dominantseptakkord zurück in die Grundtonart (Tonika). Sowohl die schlichte Melodiebildung in Terzen und Sexten als auch die elementare Harmonisierung mit den Hauptstufen I, IV und V sowie der Doppeldominante verleihen dem Stück seinen typisch volksliedhaften Charakter.

### Rheinfelder Marsch
Der Rheinfelder Marsch entstand im Jahr 2018 auf Initiative der Stadtmusik Rheinfelden. Bereits einige Jahre zuvor war der Wunsch aufgekommen, einen Marsch mit dem eigenen Heimatlied spielen zu können. Nach intensiven Recherchen wurde man schließlich fündig und erteilte dem damaligen Dirigenten Heinz Schoenenberger (* 1963) mit finanzieller Unterstützung der Adolf Roniger-Stiftung den Auftrag zur Komposition eines neuen Marschs unter Verwendung des Rheinfelder Liedes.
Der Marsch im Alla-breve-Takt (2/2) mit Tempo  = 112 steht in F-Dur und ist weitgehend dem herkömmlichen Formschema verpflichtet: Einleitung (8 Takte) / 1. Teil (16) mit Wiederholung / 2. Teil = Bass-Solo (16) mit Wiederholung / Einleitung zum Trio (8) / Trio (32) / Grandioso (32). Im Trio erklingt Broechins Rheinfelder Lied in der Subdominanttonart B-Dur, wo es von den Musikern zunächst mit adaptiertem Text „Rhyfälde, mis Rhyfälde, Du schönschti Stadt am Rhy!“ auf Schweizerdeutsch gesungen und anschließend in feierlicher Manier vom Orchester gespielt wird.
Die Uraufführung des Rheinfelder Marschs durch die Stadtmusik erfolgte am 21. April 2018 anlässlich des Jahreskonzerts unter der Leitung des Komponisten. Eine Bearbeitung durch den Dirigenten Dani Haus entstand im Jahr 2024, wo der Marsch im Rahmen der Präsentation des neuen Vereinslogos mit einem neu komponierten Trommeltext von Fabian Egger vorgetragen wurde.